# Маріо Барріос
Маріо Томас Барріос (нар. 18 травня 1995) — американський боксер-професіонал, який виступає в напівсередній вазі, діючий чемпіон по версії WBC з червня 2024 року. Раніше він також був чемпіоном WBA (звичайна версія) у суперлегкій вазі.

## Інтернет-ресурси
- Mario Barrios — Profile, News Archive & Current Rankings at Box.Live